# Cratere Cairns
Cairns  è un cratere sulla superficie di Marte.